# Disonycha
Disonycha är ett släkte av skalbaggar. Disonycha ingår i familjen bladbaggar.

## Bildgalleri

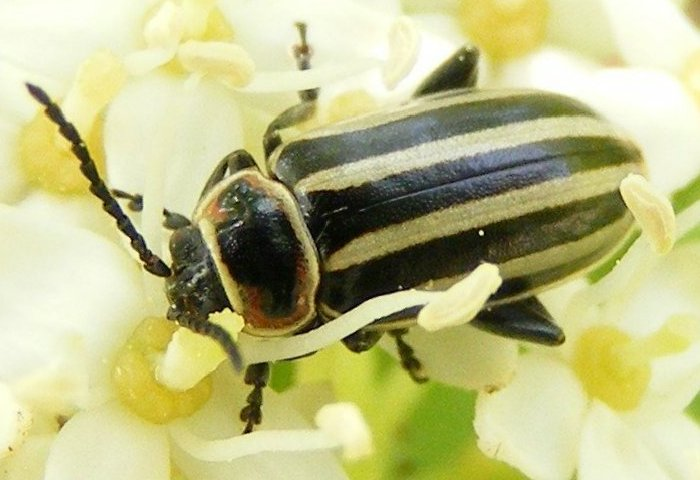
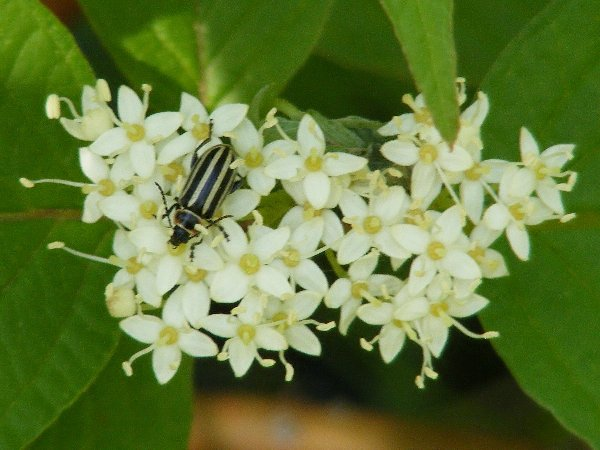
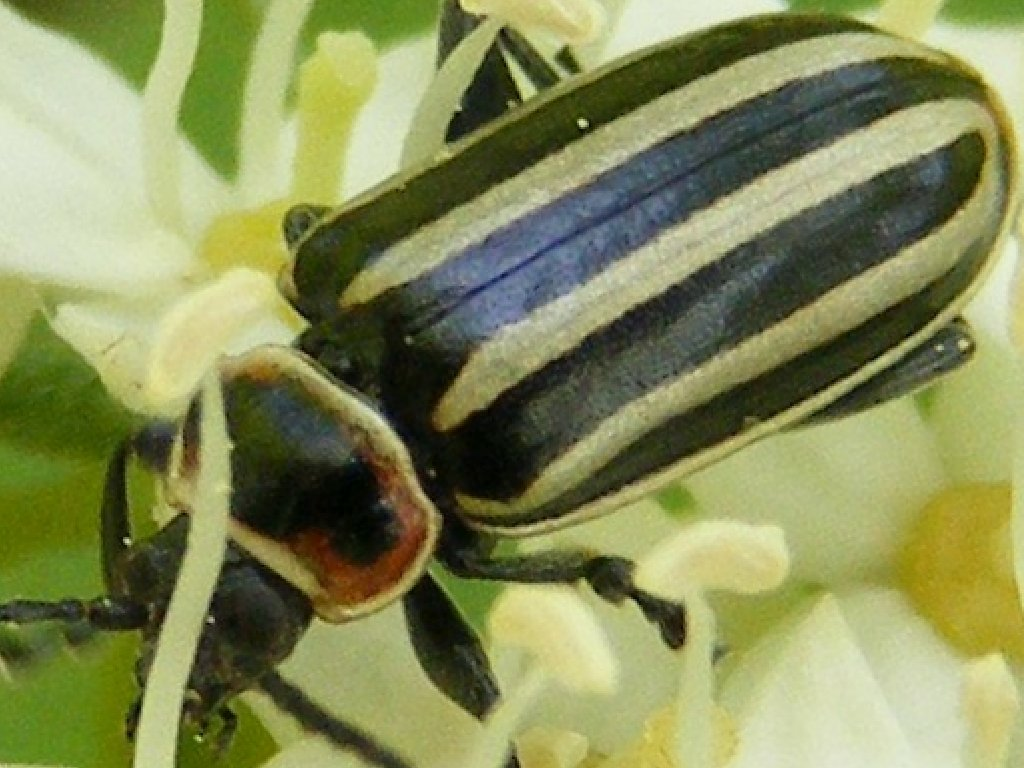
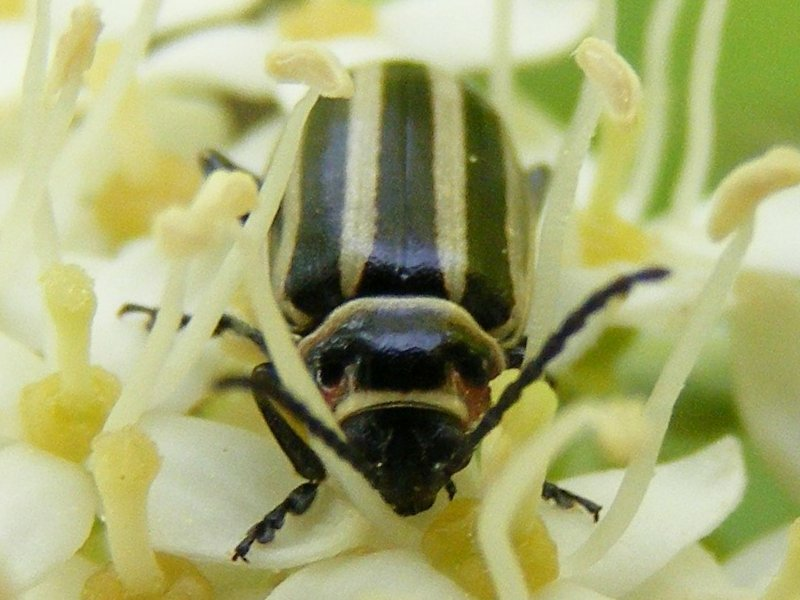

## Dottertaxa tillDisonycha, i alfabetisk ordning[1]
- Disonycha admirabila
- Disonycha alabamae
- Disonycha alternata
- Disonycha antennata
- Disonycha arizonae
- Disonycha balsbaughi
- Disonycha barberi
- Disonycha brevicornis
- Disonycha caroliniana
- Disonycha chlorotica
- Disonycha collata
- Disonycha conjugata
- Disonycha discoidea
- Disonycha figurata
- Disonycha fumata
- Disonycha funerea
- Disonycha glabrata
- Disonycha latifrons
- Disonycha latiovittata
- Disonycha leptolineata
- Disonycha limbicollis
- Disonycha maritima
- Disonycha pensylvanica
- Disonycha pluriligata
- Disonycha politula
- Disonycha procera
- Disonycha punctigera
- Disonycha schaefferi
- Disonycha semicarbonata
- Disonycha spilotrachela
- Disonycha stenosticha
- Disonycha tenuicornis
- Disonycha triangularis
- Disonycha uniguttata
- Disonycha varicornis
- Disonycha weisei
- Disonycha weismani
- Disonycha xanthomelas